# Хёллох
Хёлло́х (Хёльлох; англ. Hölloch) — карстовая пещера в северных отрогах Гларнских Альп в Швейцарии. Самая протяжённая пещера Европы после Оптимистической.
Протяжённость пещеры составляет свыше 200 км, глубина достигает 939 м. Имеются два входа: нижний на высоте 734 м (в долине реки Муота), верхний — на высоте 1260 м. Сложная многоэтажная система залов и галерей со сталактитами и сталагмитами. Летом на водотоках происходят сильные паводки.
Пещера известна с 1875 года, верхний вход открыт в 1980 году. Нижняя часть оборудована для экскурсий.